# Martin Eden
Martin Eden je román, který napsal americký spisovatel Jack London. Jedná se o příběh mladého námořníka, který toužil po úspěchu a uznání, a o zklamání, jež zakusil, když poznal marnost veškeré slávy. Kniha poprvé vyšla ve Spojených státech v roce 1909 (česky poprvé v roce 1920 nákladem Ústředního tiskového družstva Socialistické strany československého lidu pracujícího).
Hlavními postavami románu jsou Martin Eden, Ruth a Arthur. Ačkoli román není životopisem autora, obsahuje silné autobiografické prvky, a je považován za oslavu píle, houževnatosti a cílevědomí. Autor v knize zdůrazňuje potřebu patřit do určitého společenství (buržoazie, socialisté), bez jehož přijetí nemůže jednotlivec existovat; román, i přes svůj závěr, naopak nezamýšleně vyznívá jako úspěch individualismu.

## Obsah knihy
Jednoho dne přijede mladý, ale nevzdělaný námořník Martin Eden do jednoho sanfranciského přístavu. Ve městě potká Arthura, kterého přepadl místní gang, a protože Martin má bohatou zkušenost se rvačkami, ve kterých bojoval, Arthura zachrání. Vděčný mladík pozve Martina k sobě domů. Martin se seznámí s celou jeho buržoazní rodinou a zamiluje se do jeho sestry Ruth, která je vysokoškolačka. Aby se k ní Martin mohl více přiblížit, začne se učit a číst knížky. V té době Martin spí pouhé čtyři hodiny denně, protože potřebuje hodně času na učení. Když se Martin zasnoubí s Ruth, tak jí řekne, že se stane spisovatelem, za dva roky zbohatne a dostane se do její třídy. Po roce a půl Ruth opustí Martina, protože jeho rukopisy nikdo nepřijal a je tak chudý, že nemá ani peníze na jídlo. Za dalšího půl roku však začnou všechny noviny kupovat Martinovy rukopisy a nakladatelství koupí i jeho obě knihy. Martin rázem zbohatne a dostane se do zámožné společenské třídy. Když to Ruth zjistí, tak požádá Martina o ruku, ale ten ji odmítne, protože vidí, že ho chce kvůli penězům. Potom Martin nasedne na loď, protože si chce koupit ostrov. Když pluje po moři, uvědomí si, že život mezi bohatými ho nebaví a k chudým se už nemůže vrátit. Protože si myslí, že jeho život za nic nestojí, skočí z lodi do moře a utopí se.